# 5239 Reiki
5239 Reiki eller 1990 VC4 är en asteroid i huvudbältet som upptäcktes den 14 november 1990 av de japanska astronomerna Shun-ei Izumikawa och Osamu Muramatsu vid Yatsugatake-Kobuchizawa-observatoriet. Den är uppkallad efter den japanska astronomen Reiki Kushida.
Asteroiden har en diameter på ungefär 10 kilometer.